# Penestragania melirada
Penestragania melirada är en insektsart som beskrevs av Blocker 1979. Penestragania melirada ingår i släktet Penestragania och familjen dvärgstritar. Inga underarter finns listade i Catalogue of Life.